# مجموعة العمل المعنية بسوريا والدعاية والإعلام
تُعرف مجموعة العمل المعنية بسوريا والدعاية والإعلام (اختصارًا SPM) بأنها مجموعة من الأكاديميين والنشطاء، يتمثل هدفها المعلن بدراسة الدعاية والعمليات المعلوماتية المحيطة بالحرب الأهلية السورية. أحدثها أستاذ النظرية السياسية البيئية تيم هيوارد والأكاديمي السابق بيرس روبنسون في عام 2017.

## الأنشطة
لاقت المجموعة اهتمامًا وانتقادًا لتشكيكها بحقيقة استخدام الأسلحة الكيميائية في الحرب الأهلية السورية، فضلًا عن مزاعمها القائلة بأن منظمة الدفاع المدني السورية المعروفة باسم الخوذ البيضاء قد شنت هجمات بأسلوب الراية المزيفة بهدف إثارة انتقام غربي ضد الحكومة السورية.
أعدت مجموعة العمل عددًا من التقارير. فشكك أول منشور صادر عنها، بعنوان «شكوك حول «نوفيتشكوك»»، فيما إذا كان برنامج غاز الأعصاب الروسي السري – الذي طُورت من خلاله أسلحة نوفيتشكوك الكيميائية – موجودًا بالأساس.
وفي منشورات لاحقة، جادلت إس بّي إم بأن الهجوم على دوما بالأسلحة الكيميائية عام 2018 قد لفقته منظمة الخوذ البيضاء. واتهم تقرير إس بّي إم هاميش دو بريتون غوردون، القائد السابق للفوج البريطاني الكيميائي والبيولوجي والإشعاعي والنووي المشترك، بأنه عميل يعمل لصالح برنامج سلطة بريطانية سرية.
ووفقًا لموقع بيلينغات، فقد استخدمت المجموعة هيئات أخرى مثل مجموعة برلين 21 لتكون واجهة لها بهدف نشر «بيانات مقلقة». وفي أكتوبر 2019، قدم موظف سابق في منظمة حظر الأسلحة الكيميائية (أو بّي سي دبليو)، عُرفت هويته لاحقًا باسم بريندان ويلان، اعتراضًا على نتائج منظمة حظر الأسلحة الكيميائية بشأن التحقيق في الهجوم الكيميائي على دوما. وكان من بين أعضاء مؤسسة الشجاعة المشاركين كريستن هرافنسون وخوسيه بستاني وهيلموت لور وغونتر ماير. نشرت مؤسسة الشجاعة بيانًا مقلقًا في نفس الوقت الذي نشرته فيه «مجموعة برلين 21». سرب ويلان لاحقًا وثائق منظمة حظر الأسلحة الكيميائية إلى ويكيليكس.

## جدالات
في بداية عام 2018، نشرت دورية التايمز سلسلة من المقالات التي تنتقد المجموعة، ذكرت فيها أن المجموعة تنشر «معلومات مضللة» عمدًا بهدف دعم حكومة بشار الأسد في الحرب الأهلية السورية و«نظريات مؤامرة تروج لها روسيا». وصفت التايمز أعضاء المجموعة بأنهم «مدافعون عن الأسد» وشبهتهم بناكري الهولوكوست. وردًا على ذلك، قالت الحركة إن لأعضائها مصلحة مشتركة في «التحقيق «بالعمليات المعلوماتية» (...) المرتبطة بالنزاع السوري» وشددت على أن «مجموعة العمل لا تتخذ أي موقف سواء مع الحكومة السورية أم ضدها».
وفي مارس 2021، نشرت كل من بي بي سي والتايمز تقارير عن مكيدة نظمتها لجنة العدالة والمحاسبة الدولية مستهدفة عضو إس بّي إم بول ماكيغ، إذ تظاهرت اللجنة عبر البريد الإلكتروني بأنها عميل روسي يُدعى «إيفان». فتراسل ماكيغ مع «إيفان» على مدار عدة أشهر، معتقدًا أنه كان يتواصل مع أجهزة المخابرات الروسية. وفي أبريل 2021، أبلغت دورية ذا ديلي بيست ونيولاينز في تقاريرها عن رسائل ماكيغ الإلكترونية إلى «إيفان» وعن محاولات إس بّي إم التنسيق مع الدبلوماسيين الروس، بمن فيهم ألكسندر شولجين، سفير روسيا لدى هولندا، بشأن المنشورات المتعلقة بسوريا. وذكرت التقارير أيضًا أن ماكيغ حصل على مشورة قانونية من ميليندا تايلور، إحدى المحامين الشخصيين لمؤسس موقع ويكيليكس جوليان أسانج، بشأن كيفية رفع دعاوى قضائية ضد منظمة حظر الأسلحة الكيميائية، وأشار ماكيغ إلى هذه الدعاوى باسم «حرب القانون»، مصطلح يستخدم عمومًا لوصف المحاكمة العابثة أو الهادفة إلى المضايقة. ناقش ماكيغ وتايلور أيضًا الترويج لمزاعم احتيال ضد اللجنة.
ذكرت مقالة صادرة عن بي بي سي نيوز في مارس 2021 أن إس بّي إم «تحاكي [...] روايات التضليل الروسية»، في عدد من المنشورات من خلال الإشارة إلى أن حكومتي الولايات المتحدة والمملكة المتحدة تملك دافعًا لقتل المنشق الروسي سيرغي سكريبال بهدف منعه من الإدلاء بشهادته في قضية تشهير ضد عميل المخابرات البريطانية السابق كريستوفر ستيل. ترى حكومة المملكة المتحدة أن عملاء المخابرات الروسية قد سمموا سكريبال، الجاسوس الروسي السابق.

## الأعضاء
تضم إس بّي إم الأعضاء التالية أسماؤهم:
- تيم هيوارد، أستاذ النظرية السياسية البيئية من في جامعة إدنبرة.
- بيرس روبنسون، أكاديمي سابق.
- مايكل كوبس (باحث مستقل).
- آدم لارسون (باحث مستقل).
- ديفيد ميلر، عالم اجتماع من جامعة بريستول.
- بول ماكيغ، أستاذ علم الوراثة الوبائي وعلم الوراثة الإحصائي.
- جان أوبرغ من المؤسسة العالمية للسلام وأبحاث المستقبل.
- فانيسا بيلي، ناشطة ومدونة.
- تارا ماكورماك، محاضرة في العلاقات الدولية من جامعة ليستر.
- أوليفر بويد باريت، أستاذ فخري من جامعة بولينغ غرين ستيت.
- كارمن رينيري (باحثة مستقلة).
- غريغ سيمونز، محاضر من معهد الدراسات الروسية والأوروبية الآسيوية وجامعة أوبسا.
- فلوريان زولمان من جامعة نيوكاسل.

وأعضاء مجلسها الاستشاري:
- مارك كريسبين ميلر، أستاذ الدراسات الإعلامية من جامعة نيويورك.[18]
- فيليب هاموند، أستاذ الإعلام والاتصالات من جامعة لندن ساوث بانك.[19]